# Onthophagus parrumbal
Onthophagus parrumbal là một loài bọ cánh cứng trong họ Bọ hung (Scarabaeidae).